# Faux (art)
Pour les articles homonymes, voir Faux.

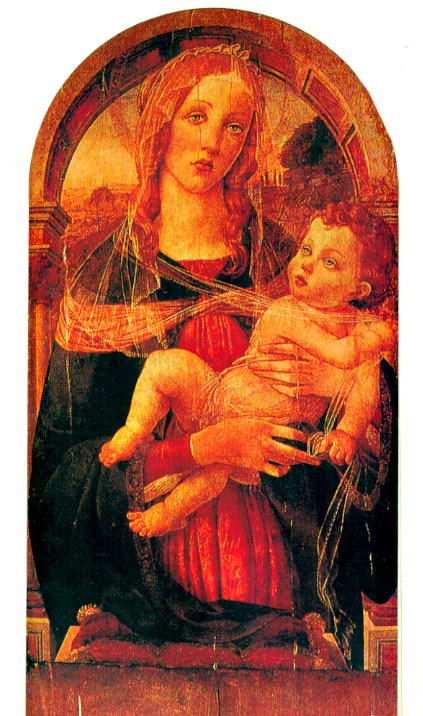
Ce tableau supposé daté de la Renaissance est un faux car l'on a retrouvé, dans les sous-couches, du bleu de Prusse, un pigment utilisé depuis le XVIIIe siècle.

Un faux est une imitation d'une œuvre d'art originale, qui n'est pas présentée comme une copie, ou une œuvre originale dont on essaie d'attribuer la paternité à un artiste qui n'en est pas l'auteur, et qui est généralement plus célèbre.

## Histoire

### Définitions
La notion de faux dans l’art met en étroite relation les quatre termes suivants : « copie », « imitation », « contrefaçon » et « faux ».
- Copier

Le terme de « copie » trouve ses racines dans le terme latin de « copia », qui signifie « abondance ». Au Moyen Âge, vers 1250, cette définition évolue et devient « reproduire un écrit ». À partir du XVIIe siècle, ce mot est utilisé dans l’imprimerie  pour désigner la reproduction définitive d’un texte destiné à être imprimé.  
Jusqu'au premier quart du XVIIe siècle le terme « copie » est utilisé dans le cadre de la reproduction identique d’une œuvre dénuée de toute intention de tromper autrui. Pourtant, le mot est aussi employé au XVIIe siècle pour désigner la reproduction des œuvres d’art ; « copie » n'a plus le sens de reproduction, il prend le sens d'imitation. Cette idée est soutenue dans le dictionnaire d’Antoine Furetière (1690), qui précise que le nom commun « copie » est « l’imitation [qui est fait d’un original], tous domaines de l’art confondus ». Le verbe « copier » signifie aussi « imiter et dérober l’invention […] ». C’est ainsi que le terme de « copieur » est devenu péjoratif, désignant l’imitateur d’autrui, un plagiaire liée au vol de propriété intellectuelle, concept juridique qui émerge au début du XVIIIe siècle, entre autres en Angleterre. 
Au XXIe siècle, ce terme signifie « reproduire » ou « reproduire frauduleusement », d'après le dictionnaire Petit Robert ; le Vocabulaire typologique et technique Dessin - Peinture précise que la copie est exécutée par un autre que l'original. Quand l'artiste produit plusieurs exemplaires d'une œuvre, on parle de réplique.
- Imiter

« Imiter » apparaît au XVe siècle dans le vocabulaire religieux. Il désigne le fait de reproduire des exemples de vertu et de morale. Dans son dictionnaire, Antoine Furetière suit cette définition. En revanche, le Dictionnaire de l’Académie française rattache ce verbe au domaine des arts car il est question de prendre « le style, l’esprit, le génie d’un autre auteur [d’un peintre] ». Au XVIIe siècle, le dictionnaire Robert « imiter » le définit comme l'action de « contrefaire une marchandise, une écriture » et devient synonyme de « contrefaire » quand l’intention est de tromper autrui. 
La racine latine du mot « imiter » établit un lien avec le terme de « contrefaire » puisque imiter vient du latin « Imitari » soit la même origine que « contrafacere ». 
Aujourd’hui, « imiter » a conservé cette double définition. Ce verbe signifie « faire ou chercher à reproduire » tout autant que « reproduire dans l’intention de faire passer la reproduction pour authentique ». 
- Contrefaire

Le mot « contrefaire » est une affaire d'intention : celle de tromper. Ce terme est nécessairement lié au vol intentionnel de la propriété intellectuelle. Il a deux racines latines. La première, « Imitare », signifie « transformer », « travestir » et par extension « contrefaire une personne dans les gestes », ou plus littéralement « travestir sa main pour la transformer en la main d'un autre ». Au XVIe siècle, ce terme évolue pour prendre le sens de « feindre pour tromper ». Au XVIIe siècle, dans les dictionnaires de Jean Nicot et d’Antoine Furetière, « contrefaire » signifie « imiter quelque chose et tâcher de la rendre semblable », se rapprochant de la définition originale. Le terme s'étoffe, prend plus d'ampleur dans sa seconde racine latine, « adulterare » qui signifie « falsifier », « imiter ».
Au XXIe siècle, « contrefaire » a conservé une signification proche de celle définie au XVIe siècle. Selon le Petit Robert, ce terme signifie « reproduire par imitation » ou encore « changer l’apparence (de quelque chose) pour tromper » .
- Falsifier

Selon le Dictionnaire de l’Académie française le terme « falsifier », « faux » signifie « contrefaire quelque chose » ou encore « altérer par un mauvais mélange ». Falsifier a pour but de tromper quelqu’un, duper autrui. Ce rapprochement des termes « contrefaire » et « falsifier » semble confondre les deux mots pour en faire des synonymes. 
Au XXIe siècle ce terme a une double signification : « altérer volontairement dans le dessein de tromper » ou « donner une fausse apparence à (quelque chose) ».

### Distinctions
Historiquement, il faut chercher à distinguer si un faux a été réalisé avec une intention frauduleuse ou non. C'est là le point essentiel : l'intention, par exemple, de faire passer une copie pour une œuvre originale.
Depuis XVe siècle au minimum, il est en effet courant que les élèves des ateliers de peintres, travaillant en société, imitent ou peignent à la manière d'un maître pour apprendre : l'artiste, chef de son atelier, donne une idée à ses apprentis et collaborateurs, qui exécutent ensuite. Il faut attendre le XIXe siècle pour que l'on parle d'une œuvre « authentique » uniquement lorsqu'elle est conçue et peinte par le maître seul. La définition d'un « faux » est donc récente au regard de l'histoire de l'art. Il faut également prendre en compte les peintures modifiées avec le temps par d'autres artistes pour des convenances morales, religieuses, politiques (par exemple, les figures du Jugement dernier de Michel-Ange). On doit aussi prendre en compte les repeints, les restaurations. Enfin, il est nécessaire de comprendre que certains faux ne sont que des œuvres qui ont été mal attribuées dans le passé. Le vrai faussaire copie une peinture (ou plusieurs éléments empruntés à plusieurs toiles) qu'il modifie au besoin et la signe du nom de l'artiste avec le but de tromper.
On parle d'une œuvre « attribuée à » lorsque des doutes subsistent mais que l'authenticité est vraisemblable ; d'une production « atelier de » lorsqu'on a la garantie qu'elle a été réalisée dans l'atelier d'un maître ou sous son autorité ; d'« école de » lorsque l'artiste a été élève d'un maître et a subi son influence ou son aide ; de « copie » lorsqu'il s'agit du désir de posséder la reproduction d'une œuvre célèbre, fruit donc d'une commission, ou pour des besoins de l'enseignement de l'art ; et de « pastiche » lorsqu'un maître peint à la manière d'un autre (par exemple, Rubens vis-à-vis du Titien). Dans le cadre d'une affaire de contrefaçon, tromperie et escroquerie, une œuvre d'art peut donc être expressément et faussement « attribuée à ».

### Histoire des faux
Les premiers faux datent de l'Empire romain ; des sculptures grecques sont vendues à de riches patriciens à une époque où l'art grec est à la mode. Au Moyen Âge, des fausses reliques sont réalisées par des artistes pour être vendues ensuite à des établissements religieux.
Au Moyen Âge également, de faux documents historiques sont produits, parfois par de grands ateliers de copie, avec l'espoir de les faire valider ensuite par une autorité, parfois avec succès, note l'historien Bernard Guenée, car « la plus grande faiblesse des historiens d'alors, ce fut l'ignorance des autres ».
La diffusion de la richesse qui suit la Renaissance entraîne un attrait plus grand pour les œuvres d'art et les objets antiques. Cet attrait s'étend aux œuvres contemporaines et la valeur de ces œuvres est de plus en plus souvent rattachée à la signature de celui qui les a produites. Pour les identifier, les peintres commencent à marquer leurs œuvres, d'abord à l'aide de signes puis de signatures. Face à une demande de plus en plus forte, les premiers faux commencent à apparaître.
L'historien Giorgio Vasari note que Michel-Ange a copié des dessins de maîtres pour substituer ses copies aux originaux ; il a également sculpté un Cupidon endormi en marbre, l'a patiné puis enterré afin de le vieillir artificiellement, puis vendu au cardinal Raffaele Sansoni Riario sur le conseil de son mécène Laurent de Médicis, en le faisant passer pour une sculpture hellénistique.
Pendant le XVIe siècle certains suiveurs d'Albrecht Dürer ajoutent la signature de celui-ci à leurs propres œuvres pour en augmenter la valeur, provoquant la colère de Dürer. Il ajoute ainsi à l'une de ses gravures de la Vierge la mention « que soient maudits les pilleurs et les imitateurs du travail et du talent des autres ». Son plus célèbre imitateur est Marcantonio Raimondi. Le peintre italien Luca Giordano a peint un Christ guérissant le paralytique, attribué à Dürer, qui lui valut d'être poursuivi, mais gracié par les tribunaux.
En 1799, Wolfgang Küffner emprunte un autoportrait d'Albrecht Dürer qui décorait l'hôtel de ville de Nuremberg depuis le XVIe siècle. En lieu et place de l'original, il restitue une copie. La supercherie qui n'est découverte que six ans plus tard, en 1805, quand le tableau est vendu et expertisé.
Camille Corot est un des artistes les plus contrefaits. Casper Purdom Clark, directeur du Metropolitan Museum of Art de New York, affirmait que 27 000 tableaux de Corot avaient été déclarés à la douane américaine depuis la mort du peintre. Corot lui-même signait quelquefois de son nom des tableaux faits par d'autres.
Les faux en peinture se multiplient au XXe siècle, en particulier sur les œuvres d'artistes modernes, comme Gustave Courbet, Vincent van Gogh, ou, plus proches de nous, Salvador Dalí, Pablo Picasso, Paul Klee, Matisse... Après 1918, la demande explose, surtout aux États-Unis : certains experts, durant les années 1920-1930, se laissent abuser, par exemple dans les affaires Otto Wacker et Alceo Dossena. Les méthodes scientifiques d'authentification sont pourtant déjà opérationnelles (radiographie, lampe infra-rouge, analyse chimique des compositions) et ne vont pas cesser d'évoluer : il n'est donc pas rare aujourd'hui de découvrir dans certains catalogues de musées des objets soudainement déclassifiés, passant du statut d'authentique à faux, objets aussitôt retirés des expositions.
Durant la Seconde Guerre mondiale, le marché de l'art en France occupée connaît un véritable boom qui s'accompagne de la création et de la vente de nombreux faux.
De faux vestiges étrusques surgissent également au XXe siècle, à la suite du développement de l'intérêt renouvelé pour cette civilisation. De faux « guerriers en terracotta » sont même expertisés et reconnus comme authentiques entre 1915 et 1961 par leur acheteur, le Metropolitan Museum of Art de New-York. Les aveux du faussaire, le sculpteur italien Alfredo Fioravanti, au consulat américain de Rome, font immédiatement revenir les experts du musée sur leurs certitudes.
Frank Arnau rappelle en 1959 dans son essai L'Art des faussaires qu'il « n'y a pas plus difficile aujourd'hui pour un expert de garantir l'authenticité des peintures abstraites ». Ainsi, en 2012-2013, un énorme trafic de fausses toiles de peintres américains contemporains est démantelé par le FBI, pour une valeur dépassant les 100 millions de dollars. Des marchands et des experts sont souvent complices dans l'écoulement des faux, comme le prouvent les démêlés de la galerie Knoedler et l'expert Bill Pallot,,.

### Exemples célèbres

#### Faussaires et complices
- Wolfgang Beltracchi
- Zhang Daqian
- Alceo Dossena
- Joseph Duveen, marchand d'art britannique, faisant passer pour faux des œuvres authentiques
- Le Faussaire espagnol
- Alfredo Fioravanti, sculpteur italien
- Shaun Greenhalgh, faussaire britannique
- Guy Hain, faussaire français qui écoula de faux bronzes
- Eric Hebborn, dessinateur faussaire britannique
- Elmyr de Hory, faussaire d'origine hongroise
- Affaire Knoedler, une vingtaine de toiles contemporaines vendues comme vraies
- Mark A. Landis
- Fernand Legros, receleur de faux
- André Mailfert, faussaire en mobilier
- Lothar Malskat, peintre allemand auteur de fausses fresques
- Han van Meegeren, artiste néerlandais qui peignit de nombreux Vermeer
- John Myatt, faussaire britannique arrêté en 1995
- Guy Ribes, faussaire français (peinture début XXe siècle)
- Émile Schuffenecker, probable auteur de faux Van Gogh
- David Stein
- Icilio Federico Joni, faussaire de peintures siennoises
- Éric Piedoie Le Tiec

En littérature et bibliophilie
- William Henry Ireland, auteur de faux Shakespeare à la fin du XVIIIe siècle.
- Justin Bonaventure Pranaitis, prêtre et auteur lituanien du Talmud démasqué à la fin du XIXe siècle.

#### Œuvres
- Les crânes de cristal,
- Chronique d'Ura-Linda,
- La Vénus de Brizet réalisée par François Crémonèse,
- Les faux étrusques (orfèvrerie, bronze, statues colossales en terre cuite),
- La Madeleine de Renders réalisée par Joseph Van der Veken pour son commanditaire Émile Renders[18],
- La Tiare de Saïtapharnès, de l'orfèvre Israël Rouchomovsky,
- Faux tableaux censés provenir de la galerie Alfred Flechtheim,
- La Tête égyptienne en verre bleu, achetée par le Louvre en 1923 et analysée comme fausse en 2007[19] ,
- Bords de la Seine à Port-Villez, entré dans les collections du Wallraf-Richartz-Museum en 1954, comme étant un tableau de Monet, s'est avéré en 2008 être un faux lors d'investigations approfondies menées par le musée[20].

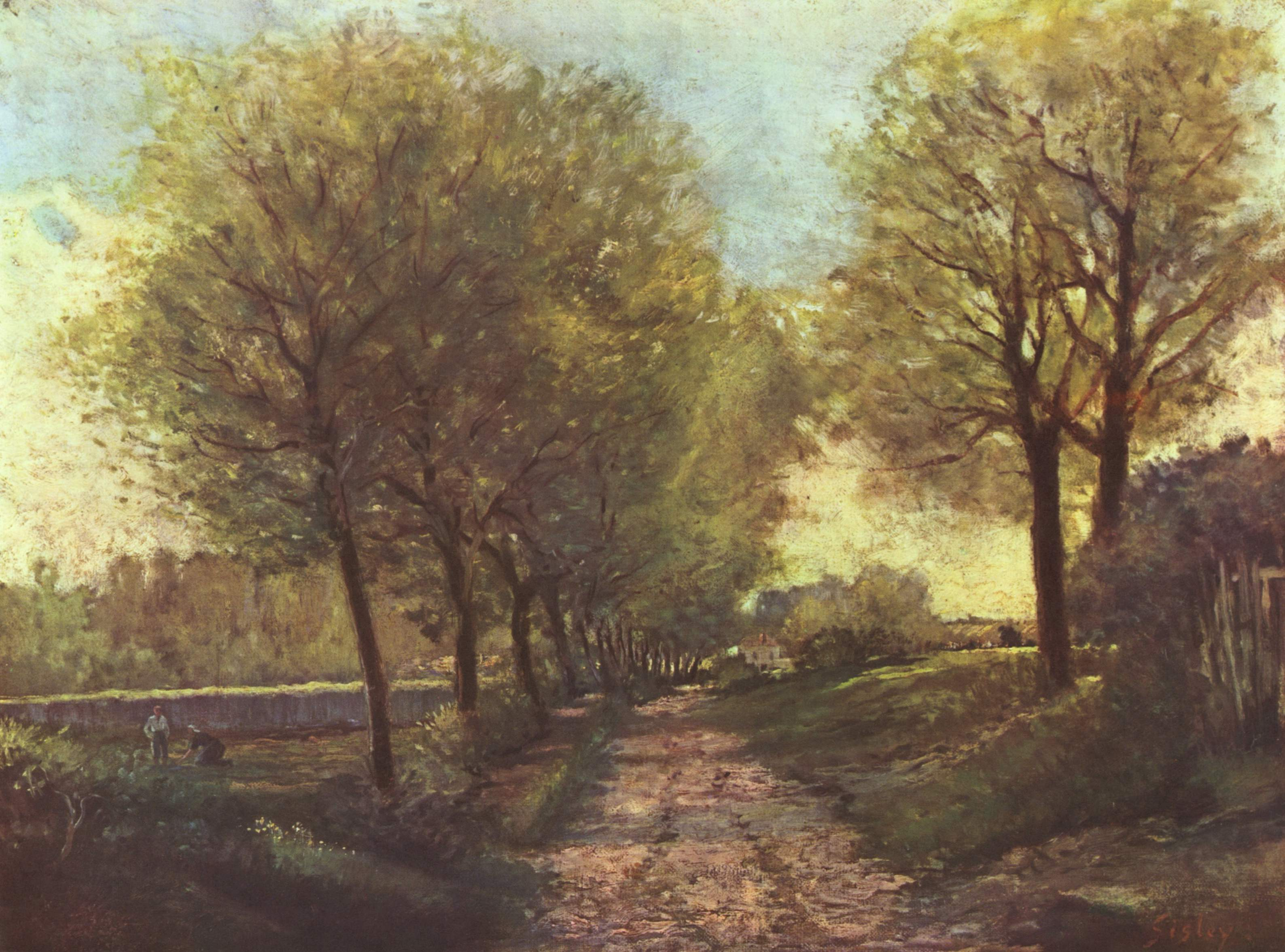
Allée près d'une petite ville, avec comme signature Sisley — Kunsthalle de Brême.
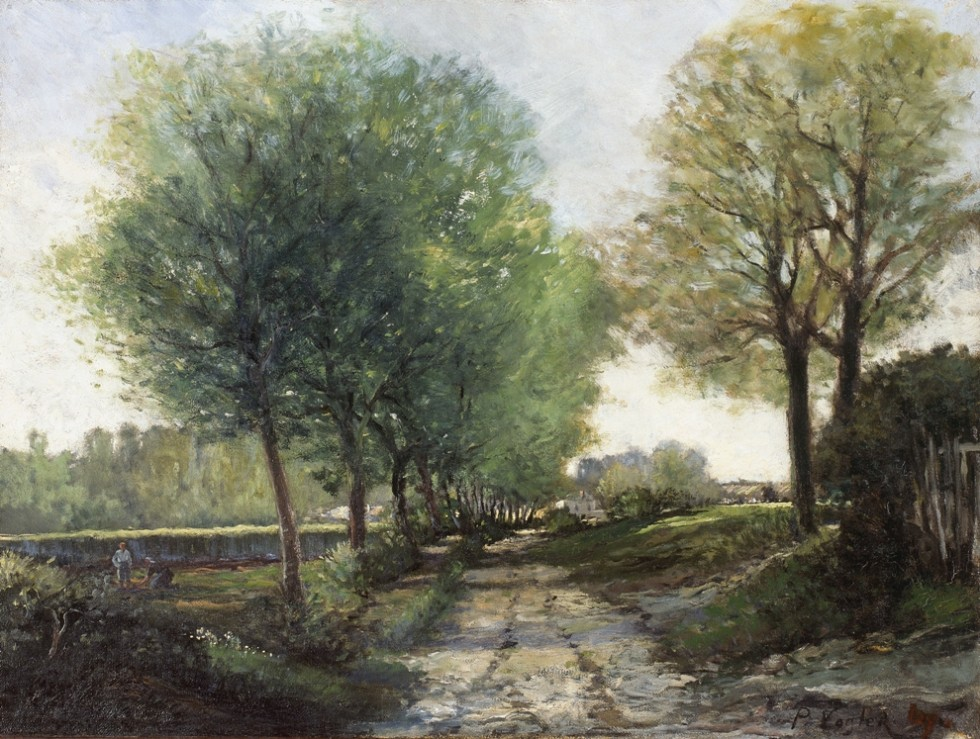
Allée près d'une petite ville, après restauration laissant apparaître la signature de Paul Vogler — Kunsthalle de Brême.

## Détection des faux

### Les experts en œuvre d'art
Pour déterminer, si besoin, l’authenticité d’une œuvre, il est recommandé de se référer à un expert qualifié. Ce dernier peut être un historien d'art spécialisé sur une époque donnée, un commissaire-priseur, un galeriste ou un antiquaire travaillant pour des institutions. Cependant, l'expert infaillible n'existe pas, tout simplement parce que l'infaillibilité de jugement reste un but, et ne peut être une garantie de résultat[réf. souhaitée].

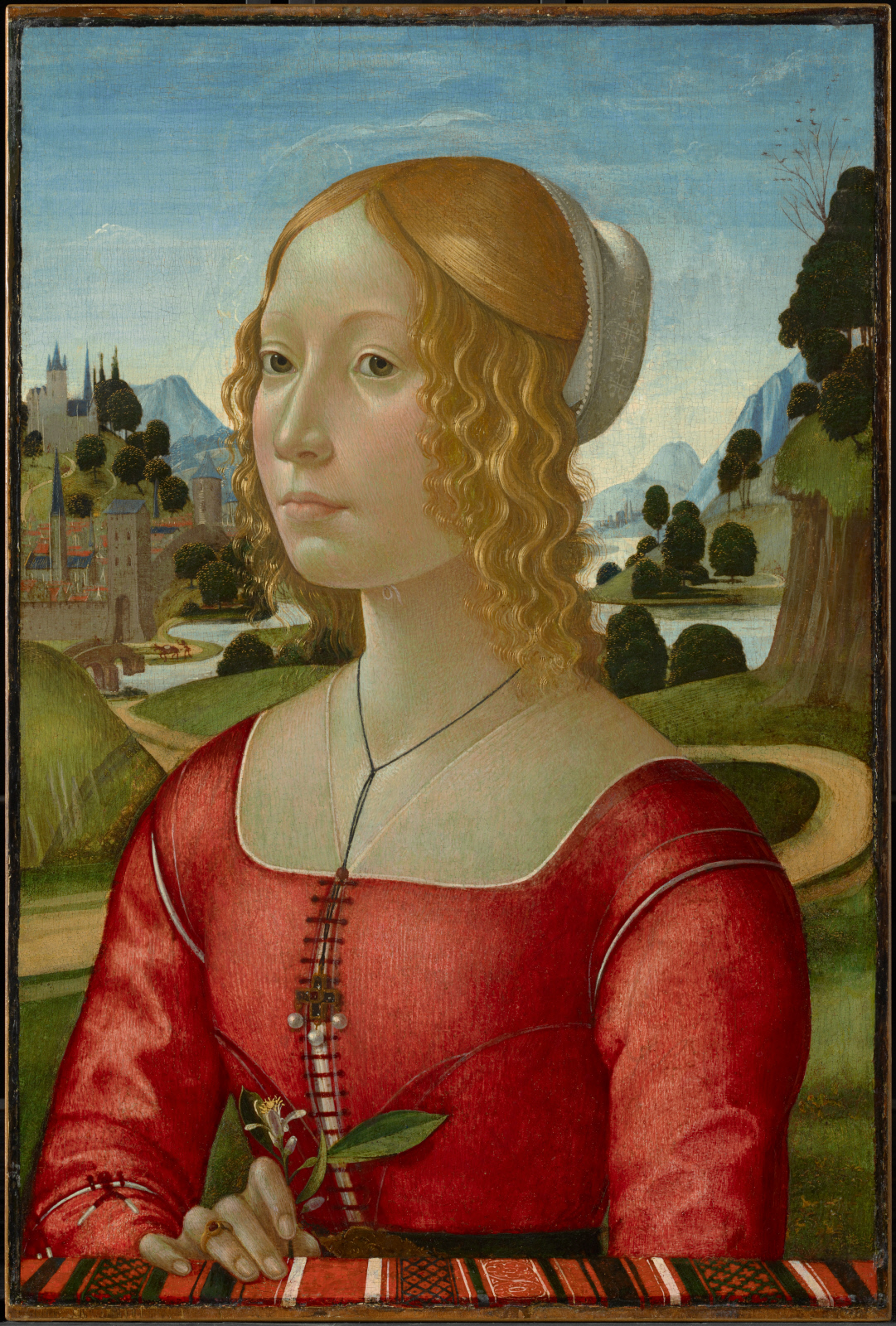
Domenico Ghirlandaio, Portrait de jeune femme, vers 1490, Tempera et huile sur panneau de bois,, Williamstown, Clark Art Institute. Tableau copié par Icilio Federico Joni et intitulé ensuite Portrait de jeune femme en sainte Catherine, Sienne, collection Chigi Saracini.

L’expert possède une place essentielle dans la détection des faux et se doit de travailler main dans la main avec des scientifiques possédant des outils d'analyse. Tout commence par le doute : c'est l'œil du regardeur qui soudain s'inquiète. En effet, la détection apparaît d'abord par un trouble — dans l'aura — qui anime le jugement analytique de l’expert. Ce dernier peut naître au moment de l’expertise qui s'appuie sur l’aspect stylistique, iconographique ou encore technique de l’œuvre. L’expertise peut déceler une incohérence stylistique, iconographique ou technique. C'est l’œil de l'expert face à la main de l'artiste. L'historien de l'art est capable de reconnaître cette main. L'autographie – une main unique réalisatrice d'une toile – a autant d'importance que la cosa mentale qui fait référence au processus intellectuel dont l'artiste a usé pour penser l’œuvre. 
Au XIXe siècle, Giovanni Morelli propose une nouvelle méthode d’attribution et d’authentification. Ce procédé s’appuie sur l'attribution par comparaison stylistique mais il y ajoute une nuance. Selon lui, il faut analyser les détails jugés secondaires, telle la main ou le positionnement des figures dans une scène narrative pour attribuer une main à l’artiste ou authentifier une œuvre. C'est ainsi que le Portrait de jeune femme peint par Domenico Ghirlandaio en 1490 a pu être certifié authentique par rapport à la copie qui en est faite au XXe siècle par Icilio Federico Joni, Portrait de jeune femme en sainte Catherine. Dans cette dernière, le paysage de fond a été reproduit quasiment à l’identique ; le doute s’est porté sur les traits du visage de la jeune fille. Ce sont eux qui, par comparaisons, ont permis une différenciation entre la copie et l’original.

### Les techniques scientifiques
Parfois l'analyse par comparaison stylistique ne suffit pas, les doutes des experts sont soumis à une vérification par une analyse en laboratoire de l’œuvre. Plusieurs appareils le permettent, ils utilisent la technique de la lumière rasante, les rayons ultraviolets, les rayons X, le microscope électronique, et d'autres outils, de plus en plus élaborés : ainsi l'analyse physico-chimique des substances peuvent aussi apporter des informations importantes et permettre de savoir si elles étaient bien utilisées à cette époque. Dans certains cas, on se penche aussi sur l'analyse d'éléments connexes à l'œuvre, par exemple le cadre, le châssis d'une toile, les résidus microscopiques attachés aux vernis, aux patines (poussières minérales, pollens), les empreintes digitales, etc.
Depuis les années 1920 et dans ce cas précis, le rayon X permet par exemple de détecter les copies car il pénètre au cœur de la couche picturale et permet d’aller jusqu'au dessin préparatoire. Le Christ de la passion [réf. nécessaire] conservé à New York par le Métropolitan museum of Art peint par un primitif flamand au XVe siècle présente le Christ, une femme à ses côtés en train de prier en tenant un livre sur un fond renaissant XVIe siècle. Le décor développe un sol carrelé en damier qui s'entend – grâce à une belle perspective – jusqu'à un petit mur. En bas, à droite de cette scène, figure un ange portant un pilier antique au registre dorique. Le passage de l’œuvre aux rayons X révèle que tout le décor de fond n’existe pas, ainsi que l’ange porteur de la colonne dorique : c'est donc un ajout postérieur.

## Répression

### En France
En France, toute affaire de contrefaçon, tromperie et escroquerie dépend actuellement de l'Office central de lutte contre le trafic des biens culturels (OCBC).

## Fiction

### Littérature
- Ripley et les Ombres (Ripley Under Ground) de Patricia Highsmith en 1970.
- La Ratte (Die Rättin) de Günter Grass, inspiré par l'histoire de Lothar Maskat
- Monsieur Sapiro de Benny Barbash

### Cinéma
- Vérités et Mensonges d'Orson Welles, où apparaît notamment Fernand Legros, 1973
- Comment voler un million de dollars (How to Steal a Million) de William Wyler avec Audrey Hepburn, qui met en scène une famille de faussaires, 1966
- Arrête-moi si tu peux, (Catch me if you can) de Steven Spielberg, avec Leonardo DiCaprio dans le rôle de Frank Abagnale, Jr., 2002
- Faussaire (The Hoax) de Lasse Hallström, avec Richard Gere dans le rôle de Clifford Irving, 2006
- The Forger de Philip Martin, avec John Travolta, 2014

## Muséographie
Il existe à travers le monde de nombreux lieux destinés à la conservation de faux, ceci dans un but éducatif et d'expertise juridique. Parmi les plus célèbres, on trouve :
- le Faelschermuseum, musée des contrefaçons de Vienne[22] ;
- le museo d'Arte e Scienza (Milan), musée pour la certification de l’authenticité dans l’art ;
- le musée de la Contrefaçon à Paris, ouvert en 1951.

### Ouvrages
- Paul Eudel, Le Truquage. Les contrefaçons dévoilées, E. Dentu Éditeur, 1884.
- Otto Kurtz, Faux et Faussaires, traduit de l'anglais par Jacques Chavy, Flammarion, 1948 ; rééd. 1983.
- Fritz Mendax, Le Monde des Faussaires, traduit de l'allemand par Guido Meister, La Table ronde, 1956.
- Roger Peyrefitte, Tableaux de chasse ou la vie extraordinaire de Fernand Legros, Albin Michel, 1976.
- Jean-Pierre Thiollet, « La dérisoire fascination du faux » in: Utrillo, sa vie, son œuvre, Éditions Frédéric Birr, 1982  (ISBN 2857540094).
- Umberto Eco, La Guerre du faux, Éditions Grasset & Fasquelle, 1985.
- Réal Lessard, L'Amour du faux, Hachette, 1988.
- Stan Lauryssens, Ma vie criminelle avec Salvador Dalí, 1987 ; rééd. L'Archipel, 2010.
- Philippe Di Folco, Histoires d'imposteurs, La Librairie Vuibert, 2012  (ISBN 978-2-311-00271-3).
- Stefan Koldehoff et Tobias Timm, L'Affaire Beltracchi : enquête sur l'un des plus grands scandales de faux tableaux du siècle et sur ceux qui en ont profité, traduit de l'allemand par Stéphanie Lux, Jacqueline Chambon éditeur, 2013.
- Jean-Jacques Breton, Le Faux dans l'art, Hugo Image, 2014.
- Guy Ribes et Jean-Baptiste Péretié, Autoportrait d'un faussaire, Presses de la Cité, 2015.  (ISBN 2258102995).
- H. et W. Beltracchi, Helene et Wolfgang Beltracchi, faussaires de génie, autoportrait, traduit de l'allemand par Céline Maurice, L'Arche éditeur, 2015.
- Harry Bellet, Faussaires illustres, Paris, Actes Sud, 2018.
- Eric Piedoie Le Tiec, Confessions d'un faussaire : la face cachée du marché de l'art, Max Milo, 2019.

### Articles
- Jean-Pierre Thiollet, « Marché de l'art : Polémique sur l'authentification des œuvres », Le Quotidien de Paris, 24 mars 1983[23]
- Françoise Monnin, « Les faussaires sont-ils sympathiques ? », Artension no 101, 2010
- Dossier « La guerre du faux. Scandales, stars, systèmes », Artension no 136, 2016

### Filmographie documentaire
- Orson Welles & François Reichenbach, Vérités et Mensonges, 1974.
- Sam Cullman et Jennifer Grausman, Art and Craft (Le Faussaire), autour du faussaire Mark A. Landis, 2014
- Arne Birkenstock, The Art of Forgery, autour du faussaire Wolfgang Beltracchi, 2015
- Jean-Luc Léon, Un vrai faussaire, autour du faussaire Guy Ribes, 2016